# Абд аль-Малік аль-Музаффар
Абу Марван Абд аль-Малік аль-Музаффар ібн ал-Мансур (*975 —20 жовтня 1008) — хаджиб і фактичний правитель Кордовського халіфату у 1002—1008 роках. Здійснив 8 великих походів проти християнських держав.

## Біографія

### Молоді роки
Син видатного політика і військовика аль-Мансура. Народився у 975 році. Замолоду здобув військовий досвід під час походів батька. У 990 після придушення повстання і страти старшого брата Абдуллаха, Абд аль-Малік набув найбільшої ваги при дворі аль-Мансура.
У 991 році став фактичним співволодарем свого батька, який став готувати аль-Маліка як свого спадкоємця у владі. У 996 році під час хвороби батька аль-Малік зумів зберегти владу за своїм родом, незважаючи на протидію Субхі, матері халіфа. Водночас встановив повний контроль над халіфською скарбницею в Мадіна аз-Захра.
У 997 році проявив себе під час протистояння аль-Мансура з Субхі. Того ж року звитяжив під час походу проти Сантьяго-де-Компостела, яке було пограбовано. У 998 році очолив війська у протистоянны з Зірідами у Марокко. Аль-Малік висадився в Сеуті й в липні того ж року завдав рішучої поразки Зірі ібн-Атії, після цього захопив Фес. В результаті під контролем опинився увесь Марокко. Але у 999 році батько відкликав аль-Маліка до Кордови. В нагороду за успіхи аль-Мансур надав синові почесне звання Сайф аль-Даул («Меч династії»).
У 1000 році разом з батьком очолив війська проти королівств Леон і Наварра. Незабаром у битві при Кервера звитяжив проти християн, а війська халіфату здобули значну перемогу. У 1001 році брав участь у поході проти Барселонського графства. У 1002 році разом з аль-Маліком рушив проти Леону, але мусульмани зазнали поразки у битві при Каланьясорі. На зворотньому шляху його батько помер у Медінаселі.

### Хаджіб
Ще до смерті аль-Мансура, він швидко прибув до Кордови, де забезпечив збереження влади за своїм родом. У липні 1002 році оголошується хаджібом, успадкувавши повний контроль над Кордовським халіфатом. Усіх, хто мав намір протидіяти аль-Маліку було заслано до Марокко.
Продовжив політику свого батька щодо збереження зверхності над християнськими державами Піренейського півострова. Навесні 1003 року виступив проти королівства Леон. Одна частина війська стикнулася з загонами королівства Леон, інша біля Коїмбри — з Менендо II Гонсалесом, графом Портукаленсе. В цим умовах відбулися перемовини, за яким Леон зберіг залежність від халіфату. Того ж року рушив проти Барселонського графства, яке намагалося здобути незалежність. На вимогу аль-Маліка до мусульманського війська приєдналися загони графства Кастилія. Аль-Малік захопив замки Агер, Рода, Мормагастра, Мея і Кастельйолі, після цього спустошивши більшу частину Каталонії. В результаті граф Рамон Буррель змушений знову підкоритися халіфату.
У 1004 році втрутився у боротьбу за регентство при малолітньому леонському королі Альфонсо V між Санчо, графом Кастилії, та Менендо II, графом Портукаленсе, підтримавши останнього. Спроба Санчо Кастильського виступити проти рішення аль-Маліка призвела до вторгнення до Кастилії. У 1005 році рушив на північ, захопивши та пограбувавши місто Самора.
Водночас аль-Малік стикнувся з внутрішніми інтригами, викликаними діями хаджіба з відсторонення арабів від керування державою та військом. У 1004 році було розкрито змову на чолі з арабською знаттю, які мали намір повалити владу аль-Маліка, замінивши його сином Мухаммедом (від імені якого планували володарювати). У грудні 1006 року візир Іса бен Саїда аль-Яхсубі при підтримці знаті та Гішама ібн Абд аль-Яббара, представника династії Омеядів, намагався відсторони аль-Маліка від влади. Але останній придушив змову, стративши її призвідників. Після цього намагався тримати баланс між берберськими і слов'янськими вояками.
Намагаючись розширити торговельні можливості Кордовського халіфату та набути союзників у боротьбі з державами південної Європи, аль-Малік уклав союз з Василієм II, візантійським імператором.
У 1006 році аль-Малік рушив з Сарагоси на графства Арагон, Рібагорсу і Собрарбе, пограбувавши ці землі. Втім того ж року зазнав невдачі у війні з графом Барселони. У 1007 році у битві при Клунья завдав нищівної поразки коаліції королівств Леону і Наварри та графства Кастилії. Після цього прийняв титул аль-Музаффар («Тріумфатор»). У 1008 році виступив проти Кастилії, втім на шляху до Сарагоси тяжко захворів, тому вирішив повернутися до Кордови. Через деякий час стан здоров'я покращився, тому вирішив відновити похід, але 20 жовтня раптом нездужав і помер біля монастиря Арміла (поблизу Кордови). Владу успадкував його зведений брат Абдаррахман ібн Санчул.